# Савельева, Лариса Александровна
Лариса Александровна Савельева (26 марта 1946, Ленинград) — российский филолог-славист, переводчица

 с сербского, хорватского и других южнославянских языков.

## Биография
Выросла в Москве. Окончила филологический факультет МГУ. Работала преподавателем в МГИМО.
Член Союза переводчиков России, Гильдии мастеров художественного перевода.

## Переводные работы
Открыла для русских читателей творчество Милорада Павича, переводила многие его книги. Также среди переведенных ею авторов Горан Петрович, Дубравка Угрешич, Ясмина Михайлович, Вук Драшкович, Джевад Карахасан, Слободан Шнайдер, Сибила Петлевски, Ведрана Рудан и др. Переводила драматургию Мате Матишича, Биляны Срблянович.

## Признание
Премия журнала «Иностранная литература» (1997). Премия Сербского ПЕН-клуба (2003).